# 内輪
| ウィキペディアには「内輪」という見出しの百科事典記事はありません（タイトルに「内輪」を含むページの一覧/「内輪」で始まるページの一覧）。 代わりにウィクショナリーのページ「内輪」が役に立つかもしれません。 |